# Waci
Waci (ukr. Ваці) – wieś na Ukrainie, w obwodzie połtawskim, w rejonie połtawskim, w hromadzie Tereszky. W 2001 liczyła 489 mieszkańców, wśród których 473 wskazało jako ojczysty język ukraiński, 15 rosyjski, a 1 białoruski.